# Петровский сельский совет (Генический район)
Петровский сельский совет (укр. Петрівська сільська рада) — входит в состав
Генического района
Херсонской области
Украины.
Административный центр сельского совета находится в 
с. Петровка
.

## История
- 1921 — дата образования.

## Населённые пункты совета
- с. Петровка